# Cratere Bradstreet
Bradstreet  è un cratere sulla superficie di Venere. Deve il suo nome ad Anne Bradstreet, poetessa statunitense.